# Уиллетт, Майкл
Майкл Джеймс Мензель Уиллетт (англ. Michael James Mansel Willett, род. 11 сентября 1989, Фресно, Калифорния, США), чаще упоминаемый как Майкл Дж. Уиллетт (англ. Michael J. Willett) — американский актёр и музыкант, наиболее известный по ролям Лайонела Трейна в сериале «Такая разная Тара» (2010—2011), Шейна Харви в «Фальсификации» (2014—2016) и Таннера Дэниелса в комедии «Когда лучший друг — гей».

## Фильмография
| Год       |   | Русское название             | Оригинальное название       | Роль           |
| --------- | - | ---------------------------- | --------------------------- | -------------- |
| 2004      | с | Новая Жанна д’Арк            | Joan of Arcadia             | Билли          |
| 2005      | с | Без следа                    | Without a Trace             | Аарон          |
| 2010      | с | Город хищниц                 | Cougar Town                 | член хора      |
| 2010      | с | Реальные парни               | Blue Mountain State         | Джо Дэниелс    |
| 2010—2011 | с | Такая разная Тара            | United States of Tara       | Лайонел Трейн  |
| 2013      | ф | Когда лучший друг — гей      | G.B.F.                      | Таннер Дэниелс |
| 2013      | с | Образцовая школа для девочек | Paragon School for Girls    | Вайолетт       |
| 2014—2016 | с | Фальсификация                | Faking It                   | Шейн Харви     |
| 2015      | ф | Контракт на убийство         | The Murder Pact             | Рик            |
| 2018      | с | Повседневная любовь          | Love Daily                  | Зак            |
| 2019      | с | Струны души Долли Партон     | Dolly Parton's Heartstrings | Коул Эванс     |